# Аргентинський дог (фільм)
«Аргентинський дог» (ісп. El Perro, англ. Bombón: The Dog) — фільм 2004 року.

## Зміст
Хуан живе випадковими заробітками і ледь може нашкребти собі на життя. Черговим його підробітком став ремонт машини багатої родини, у якій нещодавно помер батько. Крім грошей у нагороду герой отримує породистого дога Бонбона. Вони швидко знаходять спільну мову. Виявляється, що собака не тільки вірний друг, але й може допомогти зірвати великий куш.